# دهخدا (توية)
دهخدا (بالفارسية: دهخدا) هي مستوطنة تقع في إيران في قسم تویة دروار الريفي. يقدر عدد سكانها بـ 55 نسمة .